# 1 Mai
1 Mai is een metrostation in Boekarest. Het station wordt bediend door metrolijn 4. 1 Mai ligt in het noorden van Boekarest, nabij het Clăbucetplein. Het metrostation werd op 1 maart 2000 geopend, samen met de andere 3 oorspronkelijke stations van metrolijn 4. Dit metrostation was tot 2011 het voorlopige eindpunt van metrolijn 4, de lijn werd dat jaar verlengd. De dichtstbijzijnde metrostations zijn Grivița en Jiului.
Een geplande zesde metrolijn die het spoorwegstation Gara de Nord zou verbinden met de Henri Coandă International Airport, zou het eerste deel van het traject, tot vlak na dit metrostation 1 Mai, delen met lijn 4 en vervolgens noordelijk doorgetrokken worden tot de luchthaven.
Gara de Nord · Basarab · Grivița · 1 Mai · Jiului · Parc Bazilescu · Laminorului · Străulești